# Станнид натрия
Станнид натрия — бинарное интерметаллическое неорганическое соединение
натрия и олова с формулой NaSn,
кристаллы.

## Получение
- Сплавление стехиометрических количеств чистых веществ:

{\displaystyle {\mathsf {Na+Sn\ {\xrightarrow {578^{o}C}}\ NaSn}}}

## Физические свойства
Станнид натрия образует кристаллы нескольких модификаций:
- α-NaSn, существует при температуре ниже 483 °С;
- β-NaSn, тетрагональная сингония, пространственная группа I 41/acd, параметры ячейки a = 1,046 нм, c = 1,739 нм, Z = 32, структура типа свинецнатрия NaPb, существует при температуре выше 483 °С[1][2][3].